# Лукреция Медичи (герцогиня Феррары)
Лукре́ция Ме́дичи (итал. Lucrezia de Medici), или Лукре́ция, дочь Ко́зимо I Ме́дичи (итал. Lucrezia di Cosimo I de Medici; 14 февраля 1545, Флоренция, Флорентийское герцогство — 21 апреля 1561, Феррара, Феррарское герцогство) — принцесса из дома Медичи, дочь Козимо I, великого герцога Тосканского; в замужестве — герцогиня Феррары, Модены и Реджо.
Она была выдана замуж за жениха рано умершей старшей сестры. Брак оказался коротким и несчастливым. Герцогиня умерла от туберкулёза лёгких, но почти сразу после её смерти появились слухи о том, что она была отравлена по приказу мужа. Версия об убийстве вдохновила английского поэта Роберта Браунинга на создание драматического монолога в стихах «Моя последняя герцогиня» (1842).

## Биография

### Ранние годы
Лукреция родилась во Флоренции 14 февраля 1545 года. Она была пятым ребёнком и третьей дочерью Козимо I, герцога Флоренции, будущего великого герцога Тосканы и Элеоноры Альварес де Толедо. Отец её был сыном известного кондотьера Джованни делле Банде Нере и Марии Сальвиати, внучки Лоренцо Великолепного. Мать была дочерью вице-короля Неаполя Педро Великого и Марии Осорио-и-Пиментель, маркизы Вильяфранка. Принцесса была названа Лукрецией в честь прабабушки по отцовской линии.
Как и все дети герцога и герцогини, Лукреция получила хорошее образование и воспитывалась в строгости, согласно испанскому придворному церемониалу, которого придерживалась её мать. Девочки в этой семье без разрешения не могли покидать свои покои, где с ними могли находиться только дуэньи. Кроме отца и братьев, к ним допускались пожилые духовники.

### Замужество
С самого детства родители подыскивали дочери достойную партию. В 1549—1550 годах планировалось её замужество с доном Педро де Арагона-и-Кардона, 3-м герцогом Монтальто. В 1552 году она была обручена с Фабио Даль Монте, племянником папы Юлия III, но обручение было аннулировано после смерти римского папы в 1555 году. В 1557 году в знак примирения феррарского и моденского герцога Эрколе II, занимавшего про-французскую позицию, и испанского короля Филиппа II было решено, что наследный принц Феррары и Модены женится на Марии Медичи, старшей дочери флорентийского герцога Козимо I, союзника Испании и посредника на переговорах. Однако, Мария умерла вскоре после этого, и Лукреция заняла её место.
Браку между принцем из дома Эсте и принцессой из дома Медичи противостояла профранцузская партия при дворе жениха. В жёны наследному принцу предлагали сестру и дочь французского короля Генриха II. Среди прибывших во Флоренцию послов из Феррары, ещё не видевших Лукреции, намеренно распространялись слухи о её уродливой внешности и слабом здоровье. Тем не менее, 13 апреля 1558 года в Пизе был заключён брачный контракт, по которому за невестой давалось приданое в 200 000 золотых скудо. 11 мая того же года Алессандро Фьяски, представитель Феррары, в знак обручения преподнёс Лукреции кольцо. Тогда послы впервые увидели её и остались довольны внешностью принцессы. Она показалась им воспитанной и добродетельной девушкой.
Наследный принц Альфонсо д’Эсте торжественно въехал во Флоренцию 18 мая 1558 года. 3 июля того же года он и Лукреция были обвенчаны в часовне в палаццо Питти, по другой версии — в церкви Девы Марии новой, кортонским епископом Джованбаттистой ди Симоне Риказоли. По просьбе тёщи наследный принц согласился отложить брачную ночь до того времени, когда его супруга станет девушкой. Согласно устной договоренности между ним и тестем, которой они достигли при заключении брачного контракта, через три дня после свадьбы Альфонсо покинул Флоренцию. Он отправился ко двору французского короля в Париже, который обещал выплатить суверенный долг перед феррарским герцогством в 300 000 дукатов. Лукреция, несмотря на приглашение свёкра прибыть в Феррару, по требованию матери осталась ждать супруга во Флоренции.
Вместе с сестрой Изабеллой наследная принцесса жила в покоях флорентийской герцогини, изолированных от остального мира. Лукреция была влюблена в мужа, он же был к ней равнодушен. Её многочисленные письма к нему часто оставались без ответа. Ожидая Альфонсо, она практически ничего не ела и мало говорила, ежедневно подолгу молилась за него на утреннем богослужении. Наследная принцесса хотела выйти из-под материнской опеки и начать самостоятельную жизнь. Спустя некоторое время уже флорентийский герцог выразил недовольство зятю тем, что тот затягивал со своим возвращением за супругой. Только после смерти Эрколе II 3 октября 1559 года, когда Альфонсо стал герцогом Феррары, Модены и Реджо под именем Альфонсо II, а его спуруга стала, соответственно, герцогиней, он уехал из Франции и забрал её к себе. 17 февраля 1560 года Лукреция торжественно въехала в Феррару.

### Обстоятельства смерти
В Ферраре герцогиня прожила недолго, и почти всё это время её присутствие ограничивалось личными покоями. Менее чем через год после своего приезда она заболела туберкулезом лёгких и спустя два месяца, 21 апреля 1561 года, умерла. По заключению доктора Андреа Пасквали, посланного к герцогине отцом из Флоренции, всё время болезни Лукреции Альфонсо постоянно интересовался состоянием её здоровья. Вскрытие того же врача показало, что герцогиня умерла от «гнилой лихорадки». Несмотря на это после смерти Лукреции пошли слухи о том, что её отравили.
Лукреция Медичи была похоронена в Ферраре, в монастыре Тела Господня, в родовой усыпальнице дома д’Эсте. Её брак с Альфонсо II был бездетным, и вдовый герцог женился ещё дважды: в 1565 году на эрцгерцогине Барбаре Австрийской и в 1579 году на принцессе Маргарите Мантуанской. В обоих браках детей у него не было. Со смертью Альфонсо II феррарское герцогство вошло в состав Папского государства, а герцогство Модены и Реджо перешло к его племяннику Чезаре д’Эсте, потомку незаконнорождённой линии рода д’Эсте.

## В культуре
Сохранился портрет Лукреции, ныне хранящийся в Художественном музее Северной Каролины, в городе Роли. По мнению одних специалистов, он принадлежит кисти Аньоло Бронзино; по мнению других, кисти его племянника. Копия этой картины хранится в палаццо Питти. Другие портреты Лукреции находятся в собраниях галереи Уффици и замка Амбрас, при этом поясное изображение в Уффици атрибутируют с Алессандро Аллори.
Известны несколько медалей с изображением феррарской герцогини: три работы Пасторино деи Пасторини и одна Доменико Поджини. Все они были сделаны в память о свадьбе Лукреции и Альфонсо.
Потрясённый смертью молодой герцогини, Аньоло Бронзино посвятил ей посмертный сонет. Лукреция также является героиней драматического монолога в стихах «Моя последняя герцогиня» Роберта Браунинга, впервые опубликованного под названием «Италия» в 1842 году, под настоящим названием — в 1845 году. Лукреция является героиней романа Мэгги О’Фаррелл «Портрет Лукреции».

## Комментарии
1. ↑  Отчасти, решение флорентийской герцогини оставить дочь во Флоренции было спровоцировано отношением её зятя к членам дома Медичи. Наследный принц женился по приказу своего отца и был демонстративно высокомерен и холоден при общении с юной супругой и её родственниками[10].
2. ↑  Сначала Альфонсо II послал за Лукрецией во Флоренцию свиту. Но его тёща потребовала, чтобы он лично прибыл и забрал жену из родительского дома, и герцогу пришлось подчиниться. Он сам возглавил кортеж и, в сопровождении брата Лукреции, кардинала Джованни, прибыл за ней во Флоренцию[11].